# قلعة الفتاة (باكو)
قلعة الفتاة (بالأذرية: Qız Qalası) (يُلفظ بالأذرية: قيز قَلْعَسي) (بالأذرية: قیز قالاسی) هو برج يقع في المدينة القديمة في باكو عاصمة أذربيجان وهو برج قديم بُني في القرن 12 بعد الميلاد وهو جزء من سور باكو مع قصر الشروانشاهيين ويتواجد بها أنصاب تعود إلى القرن 15. في 2001 وضعت في لائحة التراث العالمي التابعة لليونسكو وهذا البرج له صورة موضوعة على عملة 10 مانات أذربيجاني.

## تاريخها

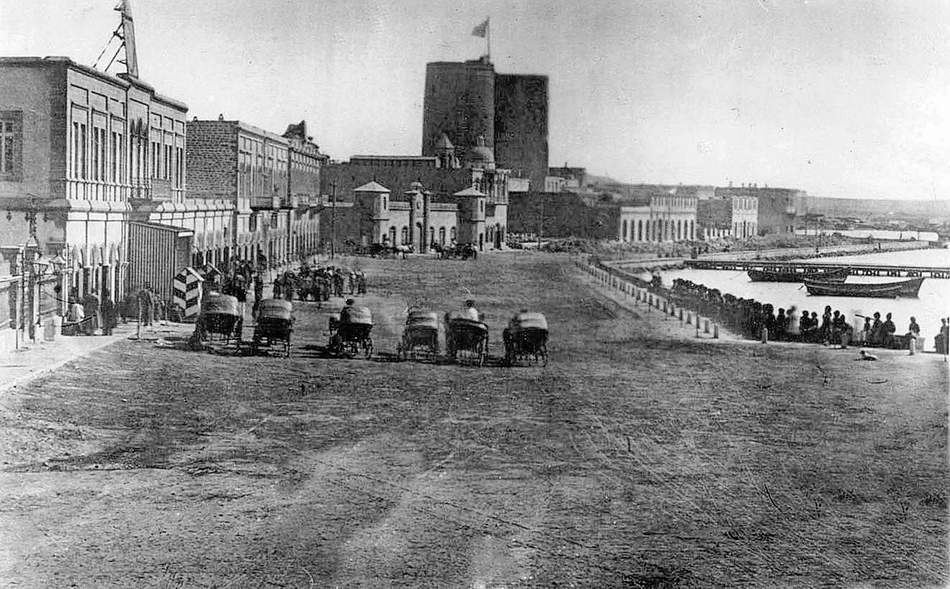
باكو. جسر ألكسندروفسكايا.

تاربخها قديم جداً. حتى وإن لم يتم تحديد سبب بدأ قلعة الفتاة والذي يعرف أيضاً ببرج الفتاة لكنها إنضمت اى قوات الادفاع الازربيجاني في العصر الثاني عشر ومن اقوى قلاع سيرفان شاهلار هي قلعة باكو التي اعتبرها المتخصصين البرج الاساسي. في بعض الكتب التاريخة يكتب بانها بنيت في العصر الثاني عشر لكن يعتقد الباحثون بانها بنيت في العصر الرابع والسادس. بعد النظر للاراء المفتلقة لكن لم يحدد العصر التي بنيت فيه. ايعتقد بانها بنيت لسبب دفاعي مثل القلاع التي في مدينة ابشرون. قلعة الفتاة من أحد رموز ازربيجان وطبعت صورتها على العملة عدة مرات. عرضها ستة عشر فاصلة خمسة. نشاء قلعة النشات في العصر الثاني عشر والخامس عشر. الفتاة احبت شاب.لكن ولدها لم يسمح لهم بالزواج. والفتاة انتحرت من هنا إلى البحر ورمت نفسها للاسفل.ارتفاعها - اثنان وثلاثون متر. بنيت من الحجارة في وسطها حفق. فعندما ننظر من الطابق الثامن تستطيع روية ارض  الطابق اولى. بنيت قلعة العزراء فوق صخرة عملاته. يعتقد ان بين قلعة العزراء و قصر شيرفان شاهلار طريق سري يبدا با سفل البئر. ويعتقد أيضا بانها بنيت لديانة شخصية لهم. في الداخل يوجد ثمانية طبقات. نشاء قلعة النشات في العصر الثاني عشر والخامس عشر.

## بنائها
عندما ننظر لها من الجانب تثعو على انعكاس  رقم تثعة. من جوانبها الممتعة حفر بئرمن المصحرة جدا حلها. ويعئقد أيضا انها بنيت لرصد النجوم. لان اسلوب هذه ألكتابة يسبه اسلوب ألعصر اثنان وعشر. يوجد احتمال أنها بنيت في العصر اثنان وعشر. وظيفتها الاساسية الدفاع. من أحد خصائصها الممتعة البئر الذي بداخلها.

## تجديد
تنقسم لثماني طوابق.بدأت فعليتها كمتحف عام الف وتثعة مئت واربعو وستون.يوجد على جدران القلعة كتابة وكتب بالكتابة باللغة العربية «ابن داود مرصد مسعود.». ولان اسلوب هذه ألكتابة يسبه اسلوب ألعصر اثنان وعشر.في اخر السنوات تقيم ازربيجان عيد نوروز في حول وفي مسدات قلعو الع ذراء. قلعة الفتاة من أحد معلم آزربيجان صورتها موجودة على العملة الادرية نستعمل هذه القلعة للاحتغال بعيد نوروز. دخلت لمنظمة يوناسكو عام الفيا. في عام الف وتسعة مئت واربعون. الملحن الكبير افراسياب بدلبيلي. كتب أول لحن باليه باسم «قلعة الفتاة». قلعة الفتاة من أحد رموز أذربيجان وطبعت صورتها على العملة عدة مرات.
في عام 1964 بدأ العمل بالبرج كمتحف لمدينة باكو ولاحقًا في عام 2000 أدرج في قائمة التراث العالمي لليونسكو نظراً لجمال تصميمه وقيمته التاريخية للمدينة.

## معرض صور

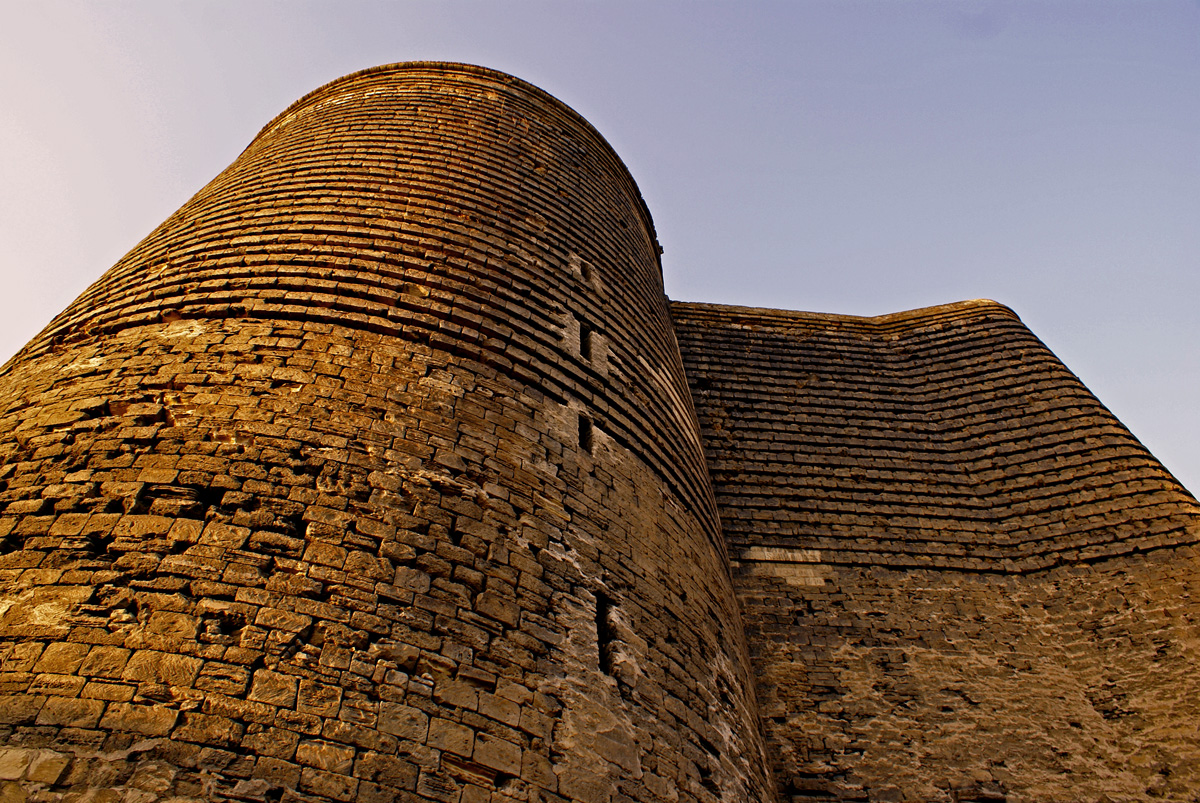
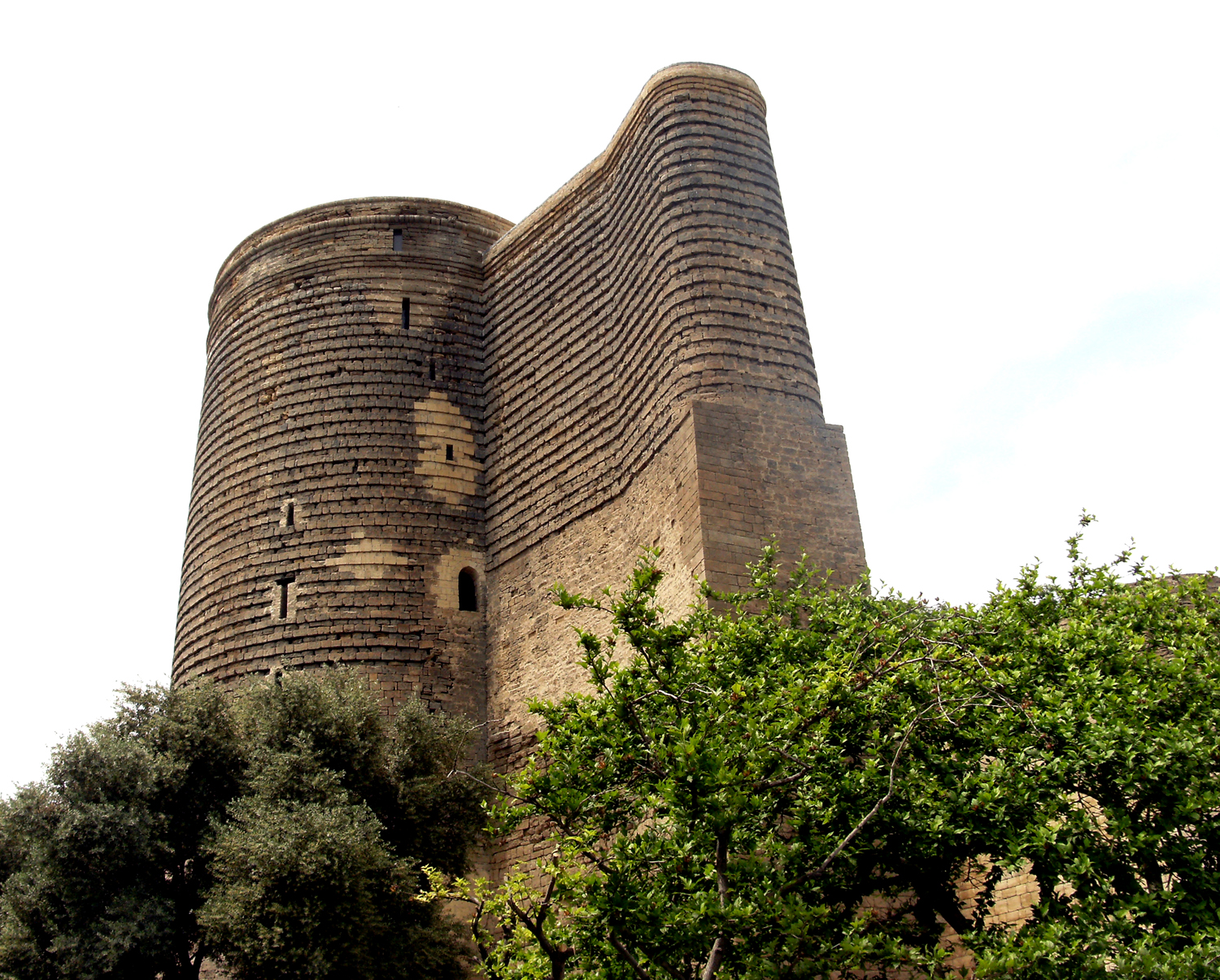
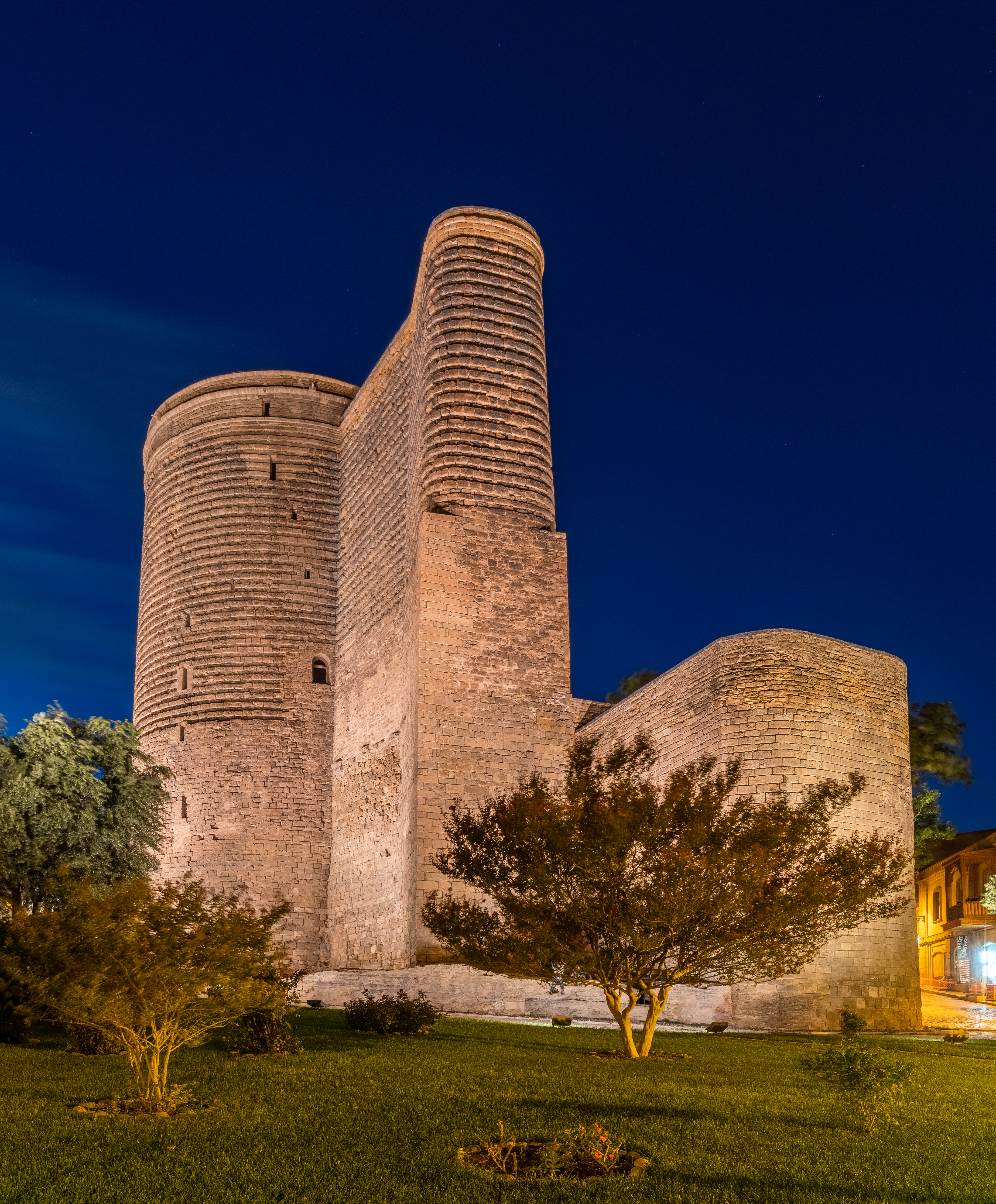

## وصلات خارجية
- http://kayzen.az/blog/Azərbaycan-tarixi/7508/bir-qalanın-sirri-qız-qalası.html